# Cooperativa provincial agraria y ganadera San Isidro
La Cooperativa Provincial Agraria y Ganadera San Isidro, S. Coop. And. es una cooperativa agraria situada en Almería, España. La actividad principal de la entidad es la venta de los productos provenientes de las explotaciones agrícolas de sus socios, mediante el sistema de subasta a la baja.
C.A.S.I. fue creada en julio de 1944, cuando algunos agricultores de las huertas y vega de Almería deciden unirse para vender directamente sus géneros en el mercado de abastos de la ciudad y evitar la venta a través de mayoristas y asentadores.
Hoy en día esta empresa es la que cuenta con mayor concentración de tomate normalizado en origen del mundo, además de ser la 1ª Cooperativa de primer grado en volumen de tomate comercializado. Para conseguir esta posición se cuenta con más de 1700 socios y una superficie en cultivo de unas 1900 ha que durante la campaña 2007/08 produjo un total de 248.000 tn. En cuanto a las instalaciones en uso hay más de 2.000 m² de oficinas y cerca de 6 ha edificados.

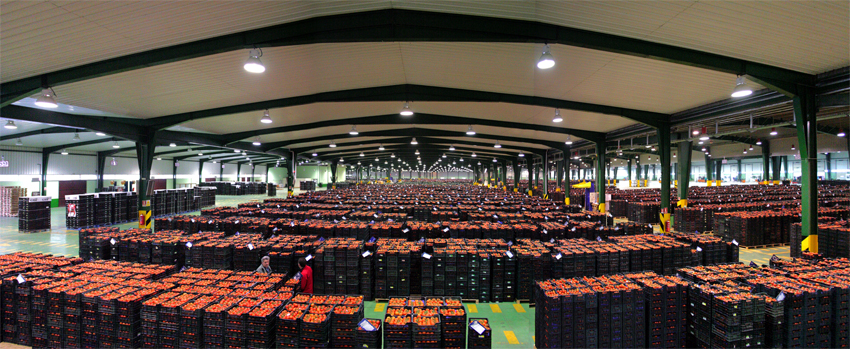
Nave principal de la cooperativa CASI en Almería.

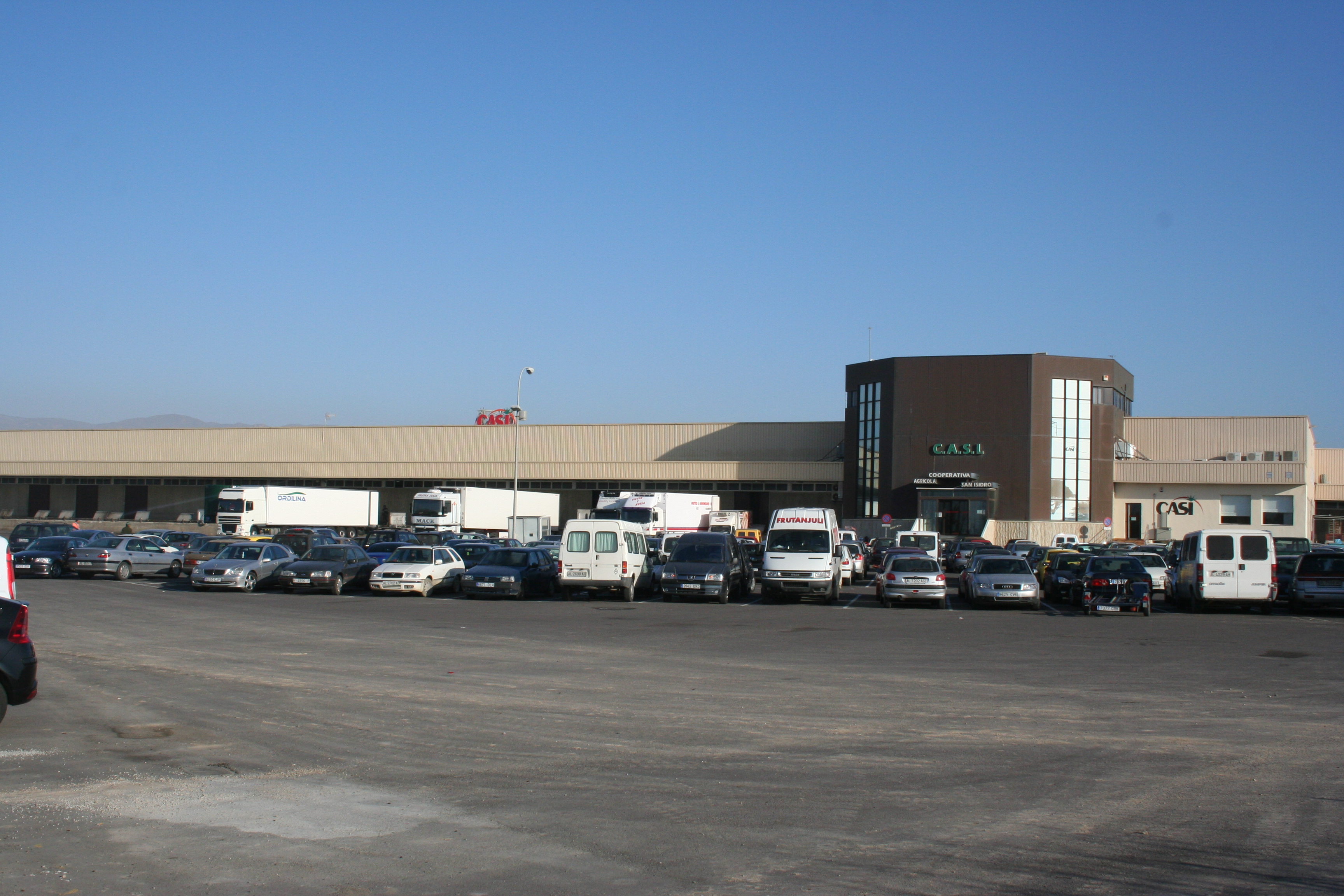
Fachada de la cooperativa CASI en Almería.

## Historia
La Cooperativa Agraria y Ganadera San Isidro se fundó como tal entidad en el año 1944 de la mano de agricultores de la Huerta y Vega de Almería, con el objetivo prioritario de comercializar directamente sus productos en el Mercado de Abastos de la ciudad. Los primeros años de CASI estuvieron enfocados a la venta diaria de las hortalizas de sus asociados en el puesto de la Plaza pero desde sus comienzos tendría una especial importancia la venta de una ingente producción de patata, cultivada en la Vega almeriense durante el invierno, aprovechando un clima muy benigno que continúa siendo hoy día una ventaja comparativa con respecto a otros enclaves agrícolas nacionales e internacionales.

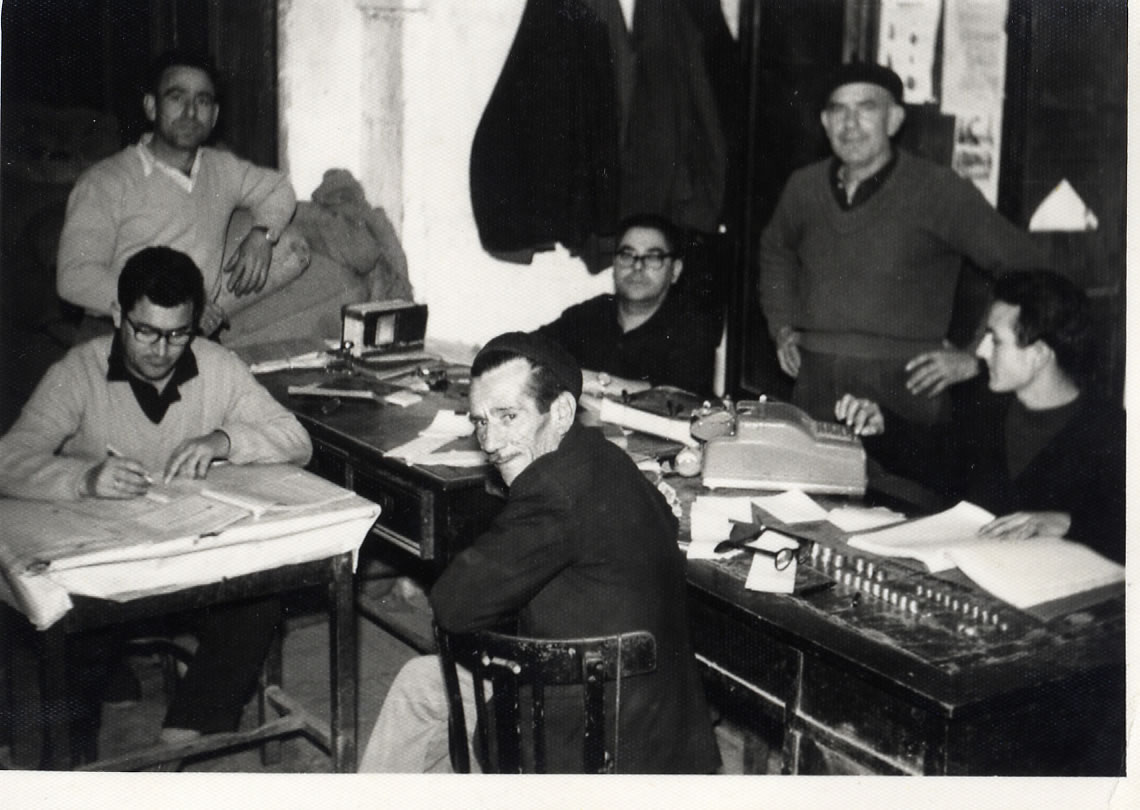
Cooperativa CASI en sus comienzos.

La producción de patata alcanzaría tal magnitud que las necesidades de semilla llegarían a alcanzar hacia finales de los años sesenta cifras récord en torno a las 300 t que mayoritariamente procedían del norte de España (Navarra, Palencia, Galicia), pero también del extranjero (Irlanda). Paralelamente y sobre todo desde finales de la década de los cincuenta, los cultivos hortícolas enarenados se fueron instalando sobre suelos de la vega tradicional pero sobre todo en nuevos terrenos roturados en la árida llanura litoral que se extendía hacia el Este de la ciudad. La elevada productividad de los nuevos sistemas de cultivo en arenas y su buen resultado en los mercados, hicieron insuficiente el pequeño puesto de venta de CASI en el Mercado Central, lo que obligó a la búsqueda en los primeros años de la década de los sesenta de improvisados almacenes en los que desarrollar un nuevo sistema de venta, la corrida o subasta a la baja, que tan popular se hizo por entonces. El éxito del modelo animó a finales de la década, a la adquisición de terrenos sobre los que edificar un almacén propio en Los Partidores, localidad ubicada entre la ciudad de Almería y la barriada de La Cañada de San Urbano, donde en la actualidad todavía se encuentran las instalaciones de CASI. Así, 1969 es el año en el que se inaugura el primer almacén de Los Partidores para proseguir con el sistema de corrida que llegará hasta nuestros días, apenas con ligeras variaciones que atañen más a las formas que a lo sustancial del sistema, que en síntesis sigue siendo una subasta a la baja.

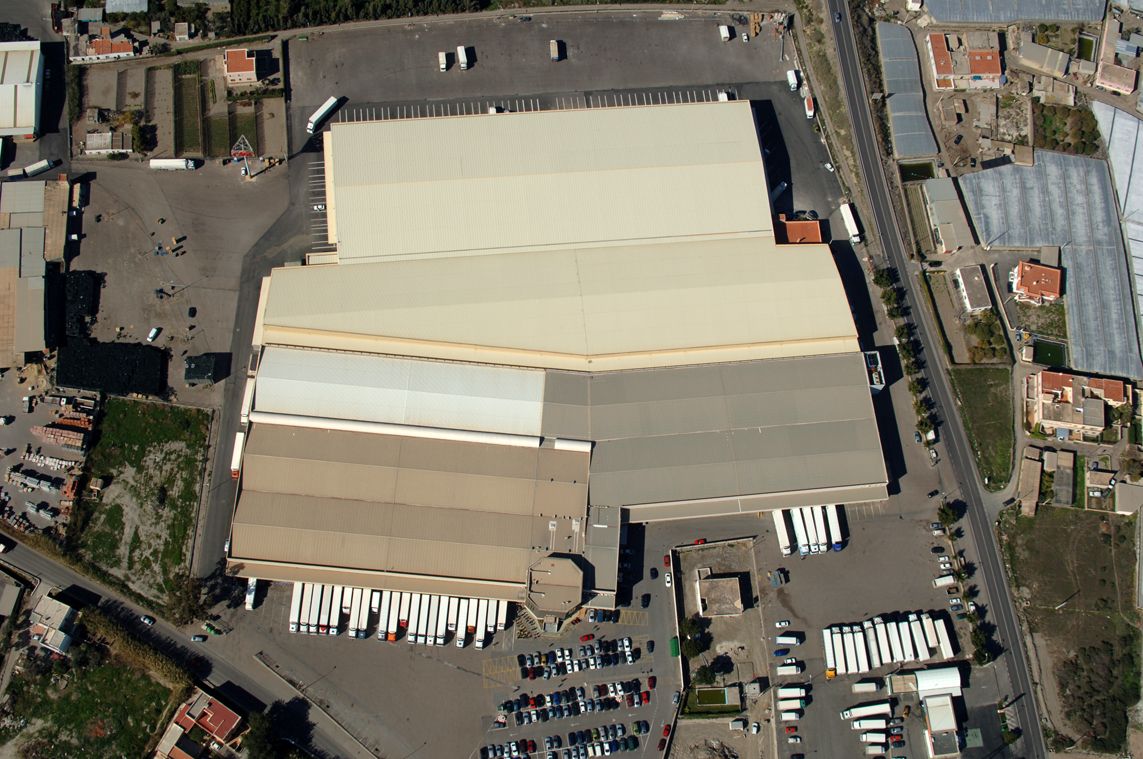
Vista aérea de las instalaciones de la Cooperativa CASI en Almería.

En los años setenta la Entidad protagonizó interesantes acontecimientos como son las constantes gestiones en pro de la exportación de tomate al resto de Europa: acuerdos para participación en la Empresa Nacional MERCOSA para ordenar la actividad de las Alhóndigas, estudios de viabilidad de asociaciones a través de la Unión Nacional de Cooperativas para exportación de tomate, obtención de la Licencia como Exportador, y mejoras en la normalización del producto. Todo ello fue reflejo de la creciente pujanza de la producción de tomate entre los cada vez más numerosos asociados, lo que consolidó a la Entidad y definió su línea de actuación hacia la especialización en este producto cuyo volumen obligaría incluso en dos ocasiones a la ampliación de las instalaciones de venta antes de que terminara la década. El tomate se erigió así en producto estrella de la Cooperativa y eclipsó rápidamente la importancia de otros tradicionales como la patata que continuarían comercializándose en la mesa del Mercado Central.
Los ochenta supondrían para CASI la definitiva consolidación del sistema de subasta en origen siguiendo un modelo original que se puede considerar marca de la casa: la confección y envasado por parte de los socios en sus instalaciones particulares, el transporte también individual y la subasta en las dependencias de la Entidad. Modelo éste ampliamente discutido desde entonces pero que el tiempo ha demostrado como idóneo en este ámbito por la generación de valor añadido, por la flexibilidad ante situaciones cambiantes y por su adaptación a las características de las explotaciones agrícolas de los socios. También en estos años continuaron adoptándose medidas para ajustarse a las exigencias de un mercado cada vez más competitivo, y en este sentido son de destacar acciones importantes como la introducción de nuevos envases (la plancheta de 15 kg o la batea de 10), mayores exigencias en la normalización del producto y crecientes controles de calidad. Por su parte y paralelamente, los agricultores socios de CASI también contribuyeron a esta labor con la introducción de mejoras en los sistemas de cultivo (riego por goteo, invernaderos) y de nuevas variedades de tomate, más resistentes al transporte y más homogéneas en su presentación, que en conjunto permitieron la sinergia entre las actividades de producción y de comercialización hasta consolidar a CASI como una de las mayores subastas de tomate del mundo.
Los años noventa son también ricos en acontecimientos ya que al creciente ritmo en la producción acompañó también el crecimiento de las instalaciones para albergar una subasta diaria que ya superaba el millón de kilos al día en plena temporada. Nuevos envases como el P6 vinieron a ajustar aún más los esfuerzos en normalización y control de calidad, y la Entidad creció no solo en metros edificados sino también en secciones de servicios al socio (asesoramiento técnico, suministros, riegos, ferretería, taller). De gran importancia para su organización interna fue sin duda el reconocimiento como Organización de Productores de Frutas y Hortalizas (OPFH) hacia 1992, que ajustó el funcionamiento de la Entidad a los criterios de la Comunidad Europea. Pero en esta década también aparecieron nuevos retos que comprometían la hegemonía de CASI en el mercado como fueron la entrada en escena de serios competidores en la producción de tomate (Marruecos principalmente) o la extensión de serios problemas fitosanitarios (virus del rizado amarillo sobre todo); una vez más, el modelo de producción y comercialización de la Cooperativa Agrícola y Ganadera San Isidro, tuvo que adaptarse a las circunstancias incidiendo en la calidad y presentación en mercado de sus productos y optando por esmeradas prácticas agrícolas.
Hacia septiembre de 2013, CASI formaliza la adquisición de las instalaciones de otra cooperativa cercana, Agrupalmería, con lo que su volumen de comercialización aumentó en torno al 15%. Esta ampliación de negocio fue aprobada en julio del mismo año, por un valor de 14,5 millones de euros.

## Certificaciones Acreditadas

### Certificados de Sistemas de Gestión
- ER-0972/2000 UNE-EN ISO 9001:2008
- SST-0292/2008 OHSAS 18001:2007
- GA-2008/0705 UNE-EN ISO 14001:2004

### Certificados de Productos y Servicios
- 054/001571 BERENJENA (Solanum melongena L.)
- 054/001570 CALABACÍN (Cucurbita pepo L.)
- 054/001591 MELÓN (Cucumis melo L.)
- 054/001569 PEPINO (Cucumis sativus L.)
- 054/001592 SANDÍA (Citrullus vulgaris Schard.)
- 054/001556 TOMATE (Lycopersicum esculentum Mil.)

## Cooperativa CASI en los medios
- 2006 CASI. Control biológico = Seguridad alimentaria (enlace roto disponible en Internet Archive; véase el historial, la primera versión y la última).
- 2010 Casi ya tiene nuevo presidente
- 2010 Almería: José María Andújar, nuevo presidente de CASI
- 2010 José María Andújar, nuevo presidente de CASI (enlace roto disponible en Internet Archive; véase el historial, la primera versión y la última).
- 2010 El nuevo presidente de CASI aspira a potenciar la cooperativa y recuperar mercado (enlace roto disponible en Internet Archive; véase el historial, la primera versión y la última).
- 2011 Mercados entrega los Premios Quién es Quién en Fruit Logística 2011 (enlace roto disponible en Internet Archive; véase el historial, la primera versión y la última).
- 2011 CASI y Primaflor son premiadas por su reciclaje de fitosanitarios
- 2011 CASI de Almería muestra su rojo intenso en la presente edición de Fruit Logística
- 2011 CASI destaca su distintivo de calidad como sello de arraigo en el mercado
- 2011 CASI espera rozar los 200 millones en ventas de la pasada campaña